# Crotalaria
Crotalaria és un gènere de plantes amb flors herbàcies i arbusts llenyosos dins la família Fabaceae (Subfamília Faboideae). A tot el món s'han descrit unes 600-700 espècies, la majoria tropicals; com a mínim a l'Àfrica n'hi ha 500 espècies. Algunes espècies són plantes ornamentals. El nom del gènere deriva del grec: κροταλον, que significa "cròtal" o "castanyola".
Algunes espècies d'aquest gènere produeixen un alcaloide tòxic que el fa servir la larva dels lepidòpters Utetheisa per protegir-se dels depredadors.